# 尚育王
尚育王（しょういくおう、1813年8月19日（嘉慶18年7月24日） - 1847年10月25日（道光27年9月17日））は、琉球第二尚氏王朝第18代国王。在位1835年 - 1847年。尚灝王の子で、琉球最後の国王尚泰の父。童名は思徳金（うみとくがね）。書家としても知られる。

## 主な経歴
父・尚灝王が亡くなった1835年（道光15年）に22歳で即位する。但し尚灝王の体調不良により（通説では精神病を患ったとされる）1828年（道光8年）に摂位し、15歳で実質的な王位に就いた。
1829年には、鹿児島の御用商人からの借財がかさんでいたため、増税や官人層の給与削減などによる厳しい財政再建策を示した。一方で、士族の教育の為の学校を作るなど学問分野において力を入れるが、このことはさらなる財政逼迫を生じさせた。在位中に死去、34歳。王位は次男の尚泰が継承した。
在位中、1844年（道光24年）、フランス海軍が那覇へ来航すると、フランス側の要求で貿易と宣教師テオドール＝オギュスタン・フォルカードを滞在させて布教するのを許可した。1846年（道光26年）、フランスから開国を迫られ、入港を許可し、フランス海軍はフォルカードを伴い、帰国したという。同年、英国海軍が入港し、宣教師ベッテルハイムが逗留した。翌1847年（道光27年）、キリスト教の宣教師が滞在していたことを薩摩藩に報告。

## 家族
- 父 : 尚灝王
- 母 : 具志堅按司加那志
- 妃 : 佐敷按司加那志 向元貞（童名・思真鶴金。1814年（嘉慶19年）10月20日 - 1864年（同治3年）12月17日。豊見城御殿7世・豐見城王子朝春の女）
- 夫人 : 真南風按司加那志（童名・真牛金。1824年（道光4年）9月15日生。向氏多嘉良殿内7世・多嘉良親方朝清の女）
- 子女
  - 長男 : 尚濬・中城王子（童名・思五郎金。1832年（道光12年）7月18日 - 1844年（道光24年）8月21日。早世）
  - 次男 : 尚泰・中城王子朝憲（母は妃の佐敷按司加那志。のち即位する）
  - 三男 : 尚弼・今帰仁王子朝敷（童名・思樽金。母は真南風按司。1847年（道光27年）6月4日 - 1915年（大正4年）8月11日。今帰仁御殿元祖）
  - 長女 : 国場翁主 （童名・真鍋樽、号は妙香。1830年（道光10年）5月3日生）
  - 次女 : 末吉翁主（童名・真牛金。母は真南風按司。1838年（道光18年）5月28日生。与那城御殿8世・与那城按司朝知に嫁ぐ）
  - 三女 : 上間翁主 （童名・恩真松金。母は真南風按司。1841年（道光21年）3月15日生。馬氏国頭御殿14世・国頭按司正全に嫁ぐ。）
  - 四女 : 兼城翁主（母は真南風按司。1842年（道光22年）11月20日生。向氏幸地殿内14世・幸地親方朝常に嫁ぐ）
  - 五女 : 照屋翁主（童名・真嘉戸樽、母は真南風按司。1844年（道光24年）11月10日生。向氏森山殿内13世・森山親方朝盛に嫁ぐ）